# Shareware

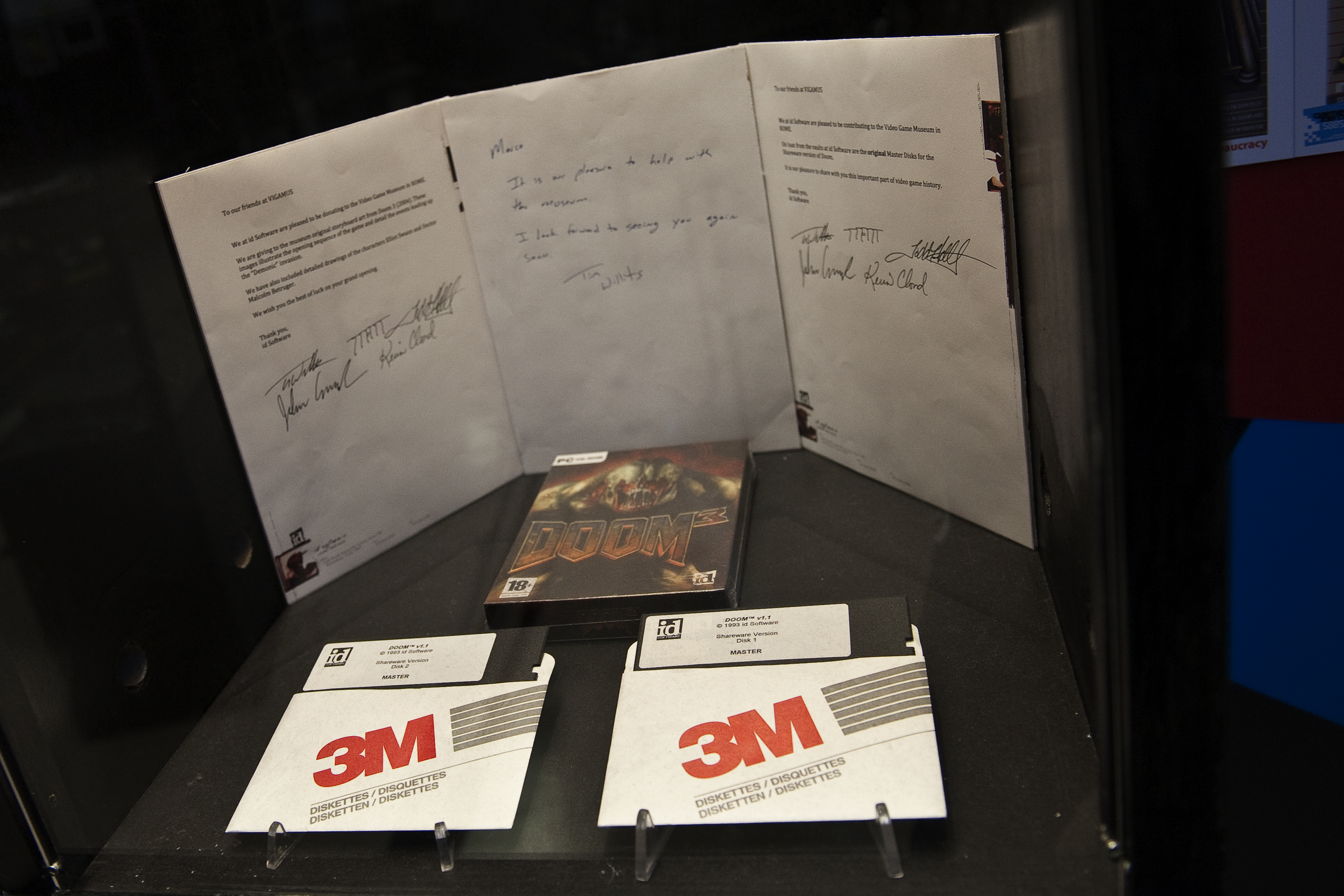
Versiones shareware en disco del videojuego DOOM presentadas al museo VIGAMUS.

Se denomina shareware a una modalidad de distribución de software en la que el usuario puede evaluar de forma gratuita el producto, pero con limitaciones en el tiempo de uso.
Para adquirir una licencia de software que permita el uso de manera completa se requiere de un pago, aunque también existe el llamado «shareware de precio cero».
No debe confundirse el shareware con el sistema freeware. Tampoco debe confundirse el hecho de que el software sea shareware, con el hecho de que sea de código abierto, ya que esto último tiene que ver con la disponibilidad, mientras que los primeros son denominaciones de la forma.

## Historia

### El comienzo
El shareware, aunque muchos aficionados a la informática lo desconocen, nace en la década de 1980, prácticamente con la misma computación personal. Su concepto mismo y los cambios que proponía significaron una revolución en la informática doméstica. 
En aquellos albores, se llamó erróneamente freeware a lo que hoy es el shareware. Antes aún que IBM lanzara su primer PC, dos programadores estadounidenses, Andrew Fluegeman y Jim Knopf, editaron dos aplicaciones importantes para aquella época. Pero no deseaban invertir todo el tiempo y el dinero que significaba ver sus creaciones en las góndolas de los negocios de computación de la época. Así que se decidieron a usar medios poco convencionales de distribución como los BBS que eran muy populares en esos años, para que llegaran de tal manera al gran público. El usuario debía enviar dinero al autor, si deseaba ver cómo el programa lograba desarrollarse y mejorar versión tras versión.
Fluegeman oficialmente se atribuyó el término "freeware" como propio, y no permitió que nadie más lo utilizara para calificar el software, sin su permiso. Pero fue más allá, cometiendo un gran error comercial: incluyó el código fuente de la aplicación (práctica bastante común en aquellos años dorados del software de dominio público), consiguiendo que otros programaran versiones mejoradas de aquel original PC-Talk, y las lanzaran a la calle, haciendo que Fluegeman perdiera rápidamente control sobre su propio software.
Knopf, como el ejemplo opuesto, continuó respaldando y mejorando su PC-File, y llegó a tener una compañía multimillonaria (ButtonWare, Inc). En 1985, Peter Norton le adjudicaría a Knopf el seudónimo de "padre del shareware".

### Bob Wallace
Otro programador de aquella época, Bob Wallace, creaba por entonces el PC-Write, un pequeño pero versátil procesador de textos, que rápidamente se convertiría en una de las más buscadas aplicaciones informáticas de todos los tiempos. Dado que el término freeware estaba legalmente vedado en los Estados Unidos, por lo explicado en el punto anterior, y a la vez porque estaba a la búsqueda de un nombre que expresara mejor el carácter de "no totalmente gratuito" de su editor de textos, Wallace pensó en USS, por las iniciales de User Supported Software, y por la semejanza a la denominación de la moneda estadounidense. Sin embargo, desechó rápidamente este título, por considerarlo demasiado extenso. Fue así que nació el término shareware (del inglés share, compartir), eliminando cualquier posible confusión de este tipo de programas, con los gratuitos, y con los de dominio público.

### La madurez del mercado del shareware
En la necesidad de protegerse mutuamente, los autores crearon en 1985 la Asociación de Shareware Profesional (ASP). Su creador fue Nelson Ford, quien poco tiempo antes fundara también la PSL (Biblioteca Pública de Software) y una revista relacionada, la PSL News. 
A la Asociación se integraron, en primera instancia, los propios Ford, Wallace, Knopf, y varios operadores de BBS (por entonces se los conocía como SYSOPS), eligiéndose como presidente a Kim Knopf.
La ASP jugó un papel fundamental en la evolución del shareware, asegurando la supervivencia de este sistema, gracias a la emisión de una serie de reglas comerciales y éticas, que deberían ser respetadas por las diversas partes involucradas en él (autores, distribuidores, usuarios)

### Evolución posterior
En tanto que en los primeros años el shareware surgió en torno a aplicaciones de oficina y programas semejantes, los años 1990 fueron los años de las aplicaciones de sistema y los juegos. El hecho que declinaran los primeros, se debió en gran medida a la aparición de Microsoft Windows, en particular del tan popular Windows 3.1, que ya incluía los programas básicos de manejo de agenda, notas, calculadora, etc.
En cambio, los juegos son la gran estrella de la década de 1990. Especialmente porque el shareware de esa época no tenía vencimiento en el tiempo, sino generalmente en el tamaño del mismo. Por ejemplo, Wolfenstein 3-D, era un juego de ID Software distribuido por la compañía Apogee, que -en su versión completa- abarcaba 60 niveles, pero muchos usuarios se contentaron con pasar horas ante la pantalla jugando los 10 primeros niveles, en la versión shareware.
Por supuesto, los programas shareware originalmente eran aplicaciones para MS-DOS, pero actualmente suelen ser utilidades que se ejecutan bajo Windows, siendo cada vez más abundantes los programas para Mac OS, GNU/Linux, Palm, WinCE, etc.

## Ventajas

### Para el usuario
- El usuario puede probar el producto antes de comprarlo, evitando el riesgo que significa un desembolso por algo que no está seguro si le será útil.
- Usualmente los de este tipo tienen un costo mucho menor que los que son estrictamente comerciales.
- La comunicación con los autores es mucho más simple y directa, permitiendo un soporte fluido y una buena retroalimentación. En la mayoría de los casos, las sucesivas versiones de los programas bajo esta modalidad, van incorporando mejoras con base en sugerencias y pedidos de los propios usuarios, de las que se beneficia el resto de ellos.

### Para el autor
- A diferencia de lo que ocurre con el freeware, el autor tiene completo dominio sobre el programa, siendo posible que decida sobre su desarrollo futuro.
- Es mucho más probable que el o los programadores obtengan un nombre propio, como ocurrió -por ejemplo- con Id Software (DOOM, Quake), Nullsoft (Winamp) o tantos otros. La reputación que se consigue va promoviendo el nombre del autor, por más que sea de boca en boca.
- No se requiere un estatus legal especial, permitiendo que pequeños y medianos programadores, incluso menores de edad, comiencen a recibir ingresos por sus trabajos, sin por ello constituir una actividad ilegal.
- Los programas shareware exitosos, a menudo se ganan el respeto de los grandes y reconocidos creadores de software, quienes a la larga suelen crear fusiones, o contratar a los autores en sus compañías. Entre el 2004 y el 2005 vimos a JASC Software, quienes desarrollaron en la década de 1990 el editor de imágenes Paint Shop Pro, ser comprada por la prestigiosa Corel, cuando ya iba por la versión 9, publicando las versiones posteriores como Corel Paint Shop Pro Photo.